# 泰萊·比歷格特
泰萊·彌敦·比歷格特（英語：Tyler Nathan Blackett，1994年4月2日—）是一名英格蘭足球運動員，司職左後衛，他曾代表英格蘭U16、U17、U18、U19及U21代表隊。現時效力英冠球會罗瑟勒姆。

## 生平

### 球會
曼聯
比歷格特於8歲時已加入曼聯青訓學院，至2012年滿18歲時獲提供第一份職業球員合約。
外借黑池
2013年11月1日，曼聯將比歷格特借至英冠黑池，借用期至2013年12月2日。

## 外部連結
- 足球数据库：泰萊·比歷格特的球员统计数据 （英文）
- 泰萊·比歷格特 （页面存档备份，存于） 於曼聯官網簡歴 （英文）
- 泰萊·比歷格特 （页面存档备份，存于） 於英格蘭足總簡歴及統計數據 （英文）